# علي الوكيلي
علي الوكيلي، من مواليد مدينة مكناس بالمغرب في 27 مارس 1956. حصل على إجازة اللغة العربية من كلية فاس سنة 1984 ثم على دبلوم الدراسات المعمقة سنة 1986 وسجل رسالة جامعية تخلى عنها بعد سنتين بسسب ظروفه الاجتماعية. عمل في سلك التعليم الثانوي منذ سنة 1987 حيث لا يزال يشتغل إلى اليوم. بدأ كتابة القصة سنة 1980 ونشر أول قصصه بجريدة اليبان المغربية سنة 1981 ثم في مجموعة من الجرائد والمجلات. أصدر ثلاث مجموعات قصصية هي «الكلام بحضرة مولانا الإمام» سنة 2000 و «الحب بالسيف» سنة 2004 و «أحزان الجنة» سنة 2012'. أحيل على التقاعد في نهاية سنة 2016م.
هو عضو مؤسس لجماعة الكوليزيوم القصصي. شارك بفعالية في مدونات «مكتوب» قبل أن يتوقف وينمحي بعد شراء ياهو لهذا الموقع. للكاتب موقع إلكتروني غير محين. oikili.atspace.com
يستعد لنشر سيرة ذاتية بعنوان «نسمة مغربية» عبارة عن قصص قصيرة سيربة

## وصلات خارجية
- موقع القاص علي الوكيلي
- كتابات بلا سياج مدونة علي الوكيلي.